# David Storl
David Storl (Rochlitz, RDA, 27 de julio de 1990) es un deportista alemán que compite en atletismo, especialista en la prueba de lanzamiento de peso.
Participó en dos Juegos Olímpicos de Verano, obteniendo una medalla de plata en Londres 2012 y el séptimo lugar en Río de Janeiro 2016, en su especialidad.
Ganó tres medallas en el Campeonato Mundial de Atletismo entre los años 2011 y 2015, y tres medallas de plata en el Campeonato Mundial de Atletismo en Pista Cubierta entre los años 2012 y 2018.
Además, obtuvo cuatro medallas en el Campeonato Europeo de Atletismo entre los años 2012 y 2018, y cuatro medallas en el Campeonato Europeo de Atletismo en Pista Cubierta entre los años 2011 y 2019.

## Palmarés internacional
| Juegos Olímpicos                     | Juegos Olímpicos         | Juegos Olímpicos  | Juegos Olímpicos |
| Año                                  | Lugar                    | Medalla           | Prueba           |
| ------------------------------------ | ------------------------ | ----------------- | ---------------- |
| 2012                                 | Londres (Reino Unido)    | Medalla de plata  | Peso             |
| Campeonato Mundial                   |                          |                   |                  |
| Año                                  | Lugar                    | Medalla           | Prueba           |
| 2011                                 | Daegu (Corea del Sur)    | Medalla de oro    | Peso             |
| 2013                                 | Moscú (Rusia)            | Medalla de oro    | Peso             |
| 2015                                 | Pekín (China)            | Medalla de plata  | Peso             |
| Campeonato Mundial en Pista Cubierta |                          |                   |                  |
| Año                                  | Lugar                    | Medalla           | Prueba           |
| 2012                                 | Estambul (Turquía)       | Medalla de plata  | Peso             |
| 2014                                 | Sopot (Polonia)          | Medalla de plata  | Peso             |
| 2018                                 | Birmingham (Reino Unido) | Medalla de plata  | Peso             |
| Campeonato Europeo                   |                          |                   |                  |
| Año                                  | Lugar                    | Medalla           | Prueba           |
| 2012                                 | Helsinki (Finlandia)     | Medalla de oro    | Peso             |
| 2014                                 | Zúrich (Suiza)           | Medalla de oro    | Peso             |
| 2016                                 | Ámsterdam (Países Bajos) | Medalla de oro    | Peso             |
| 2018                                 | Berlín (Alemania)        | Medalla de bronce | Peso             |
| Campeonato Europeo en Pista Cubierta |                          |                   |                  |
| Año                                  | Lugar                    | Medalla           | Prueba           |
| 2011                                 | París (Francia)          | Medalla de plata  | Peso             |
| 2015                                 | Praga (República Checa)  | Medalla de oro    | Peso             |
| 2017                                 | Belgrado (Serbia)        | Medalla de bronce | Peso             |
| 2019                                 | Glasgow (Reino Unido)    | Medalla de plata  | Peso             |